# John Fairfield
John Fairfield (Saco, 1797. január 30. – Washington, 1847. december 24.) az Amerikai Egyesült Államok szenátora (Maine, 1843–1847).